# Гук Володимир Прокопович
Володимир Прокопович Гук (19 грудня 1895, с. Зубрець, Австро-Угорщина — 19 жовтня 1971, с. Нагірянка, нині Україна) — український священник, громадський діяч. Член Українського національно-демократичного об'єднання.

## Життєпис
Володимир Гук народився 19 грудня 1895 року у селі Зубреці, нині Бучацької громади Чортківського району Тернопільської области України.
Душпастир у селах Білявинці (1923—1929), Нагірянка (1931—1971), Ягільниця Чортківського району (1931—1971), голова читальні «Просвіта» (1935—1937). Сприяв навчанню дітей у вищих навчальних закладах, дбав про незаможні родини, розвиток освіти, запросив на парафію сестер-монахинь, які організовували захоронку сестер Пресвятої Родини; у роки Другої світової війни допомагав парафіянам уникати сутичок із окупантами, за радянських часів домігся, щоби церква Вознесіння Ісуса Христа діяла постійно.